# Галерея изобразительного искусства имени Давида Какабадзе
Галерея изобразительного искусства имени Давида Какабадзе (груз. დავით კაკაბაძის სახვითი ხელოვნების გალერეა, англ. David Kakabadze Fine Art Gallery, рус. Кутаисская галерея изобразительного искусства) — грузинский государственный художественный музей в Кутаиси, созданный в 1976 году.

## История музея

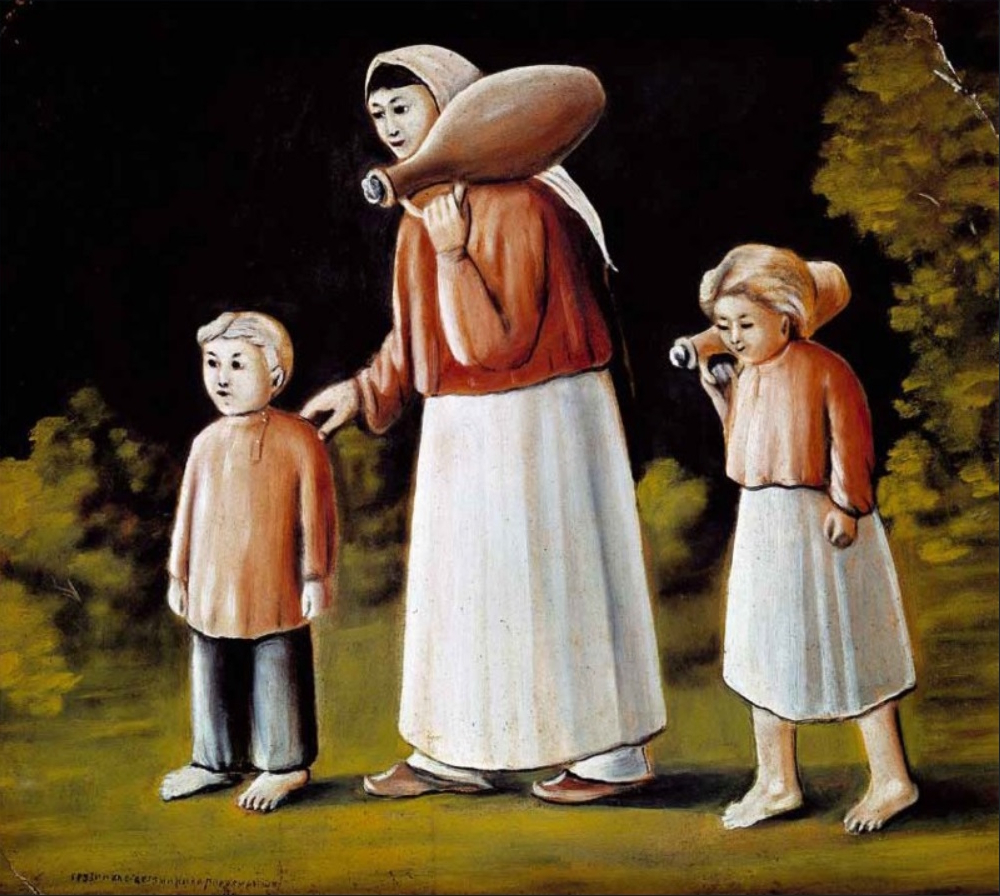
Нико Пиросмани. Крестьянка с детьми идёт за водой, 1900-е, к., 80 х 90 см

Галерея изобразительного искусства, основанная в 1976 году, носит имя выдающегося грузинского художника Давида Какабадзе. Расположенная в историческом центре города Кутаиси, она хранит значимые произведения грузинского изобразительного искусства.
Фонды музея включают в себя живописные, графические, скульптурные и декоративно-прикладные произведения. В том числе работы: Нико Пиросмани, Ладо Гудиашвили, Давида Какабадзе, Гиго Габашвили, Феликса Варлы (Варламишвили), Элене Ахвледиани, Корнелия Санадзе, Сергея Кобуладзе, Роберта Стуруа, Бидзина Авалишвили, Георгия Николадзе, Ираклия Окропиридзе, С. Кипиани, В. Мизандари, Ш. Микеладзе, Русудан Петвиашвили, Гурама Доленджашвили и других грузинских мастеров ХХ-ХХI вв.
Экспозиция галереи включает в себя как работы грузинских авторов, так и произведения зарубежных мастеров.
Всего коллекция насчитывает около 3000 единиц постоянного хранения. В их числе ряд работ Нико Пиросмани, такие как: «Крестьянка с детьми идёт за водой», «Фаэтон у столовой» и «Портрет моей матери» — считающийся одним из наиболее заметных музейных экспонатов.
Галерея является значимым культурным местом в Грузии, являясь площадкой для проведения не только выставок, но и фестивалей и концертов. 
Общая площадь музея составляет 1020 м²; экспозиционная — 150 м². Ежегодно в музее проходит примерно 20 временных выставок.